# Theodor Tecklenburg
Theodor Saladin Tecklenburg (* 27. Januar 1839 in Erbach (Rheingau); † 23. Dezember 1908 in Darmstadt) war ein hessischer Bergfachmann und Abgeordneter der 2. Kammer der Landstände des Großherzogtums Hessen.

## Familie
Theodor Tecklenburg war der Sohn des Pfarrers Ludwig Wilhelm Christian Tecklenburg (1806–1864) und dessen Ehefrau Christina Margaretha Carolina, geborene Exter. Tecklenburg, der evangelischer Konfession war, heiratete am 5. Dezember 1871 Emilie Caroline Pauline Dora, geborene Dornseiff (* 9. Mai 1852; † 1908), die Tochter des Rechtsanwalts und Justizrats Dornseiff in Gießen und der Auguste, geborene Melior. Der gemeinsame Sohn Carl Heinrich Ludwig Franz Theodor Tecklenburg (1881–1913) wurde Ingenieur.

## Leben
Tecklenburg besuchte die Schule in Eltville und Wiesbaden. 1856 begann er ein Studium an der Universität Gießen, dass er 1857 an der Bergakademie Clausthal fortsetzte. 1860 legte er sein Staatsexamen als Berg- und Hüttenmann ab und wurde Ingenieur bei der Verwaltung der nassauischen Staatsbahn. 1862 wurde er Bergwerksdirektor des Steinkohlebergwerks Hameln an der Weser. Ab 1865 war er für den Bau der Eisenbahn Fulda-Hanau verantwortlich. 1870 wurde er Großherzoglich-Hessischer Bergmeister der Provinz Oberhessen und 1871 Leiter des Bergamts Dornheim (Wetterau). 1872 wechselte er als Brunnendirektor und Salinenverwalter nach Bad Nauheim. Im Jahr 1876 wurde er zweiter technischer Beamter bei der Oberen Bergbehörde in Darmstadt und Bergmeister für die Provinzen Starkenburg und Rheinhessen.
1881 wurde er Mitglied der Centralstelle für die Landesstatistik.

## Politik
Von 1881 bis 1886 gehörte er der Zweiten Kammer der Landstände an. Er wurde für den Wahlbezirk Oberhessen 12/Nidda-Ortenberg gewählt.

## Ehrungen
Er wurde 1878 Bergrat, 1882 Oberbergrat und am 14. Dezember 1901 anlässlich seiner Ruhestandsversetzung Geheimer Bergrat.
1873 erhielt er den Preußischen Kronenorden 4. Klasse und 1898 in der 3. Klasse.